# Società Sportiva Sutor 2007-2008
Questa voce raccoglie le informazioni riguardanti la Società Sportiva Sutor nelle competizioni ufficiali della stagione 2007-2008.

## Verdetti
- Serie A:
  - Stagione regolare: 4º posto su 18 squadre (22-12);
- Coppa Italia:
  - Sconfitta ai quarti di finale contro Armani Milano.

## Stagione
La stagione 2007-2008 della Società Sportiva Sutor, sponsorizzata Premiata, è la 2ª nel massimo campionato italiano di pallacanestro, la Serie A.
Anche per questa stagione la Lega Basket conferma la regola riguardo al numero di giocatori extracomunitari consentiti per ogni squadra, cioè quattro.

## Roster
Aggiornato al 29 dicembre 2021.

## Mercato

### Sessione estiva
| Acquisti | Acquisti          | Acquisti        | Acquisti   | Acquisti |
| R.       | Nome              | da              | Modalità   |          |
| -------- | ----------------- | --------------- | ---------- | -------- |
| GA       | Ricky Minard      | Pall. Reggiana  | definitivo |          |
| P        | Kiwane Garris     | Olimpia Milano  | definitivo |          |
| C        | Sharrod Ford      | Alba Berlino    | definitivo |          |
| G        | Andrea Cinciarini | V.L. Pesaro     | definitivo |          |
| A        | Demián Filloy     | Crabs Rimini    | definitivo |          |
| C        | Luca Lechthaler   | Mens Sana Siena | prestito   |          |

| Cessioni | Cessioni            | Cessioni          | Cessioni       | Cessioni |
| R.       | Nome                | a                 | Modalità       |          |
| -------- | ------------------- | ----------------- | -------------- | -------- |
| AC       | Ron Slay            | V.L. Pesaro       | fine contratto |          |
| G        | Giuliano Maresca    | Pall. Treviso     | fine contratto |          |
| AG       | Stefano Spizzichini | Lazio             | fine contratto |          |
| P        | Randolph Childress  | Juvecaserta       | fine contratto |          |
| C        | Aloysius Anagonye   | Orléanaise Loiret | fine contratto |          |
| G        | Misan Nikagbatse    | Colonia 99ers     | fine contratto |          |
| P        | Daniele Demartini   | Veroli Basket     | fine contratto |          |